# Ювілейний міст (Ярославль)
Ювілейний міст — автомобільно-пішохідний міст через річку Волга в Ярославлі, побудований до 1000-літнього ювілею міста. З'єднує Дзержинський і Заволзький райони міста. Частина федеральної траси М8.
Схема моста: 84 + 105 + 126 + 2×147 + 105 м. Довжина — 733 м, з естакадами — 3510 м. Загальна маса — 10,4 тис. тонн.
Активні роботи з будівництва мостового переходу почалися в червні 2001 року. Рух мостом відкрито 13 жовтня 2006 року Володимиром Путіним, але будівництво правобережної естакади з дворівневими розв'язками і з'єднання з південно-західною окружною дорогою тривало до серпня 2010 року. Генеральний підрядник будівництва — Мостоотряд № 6.
Сталеві конструкції для моста постачали ЗАТ «Курганстальмост» і ярославський Завод № 50.

## Походження назви

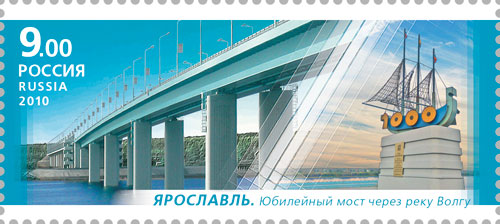
Міст на поштовій марці 2010 року

30 березня 2006 року, ще до закінчення будівництва, Адміністрація Ярославської області оголосила конкурс на кращу назву нового мосту. З 1 квітня по 1 травня в Адміністрації Ярославської області надійшло 511 заявок з 615 варіантами назв. Переможцю конкурсу присуджена премія 50 000 рублів.
На противагу «старому», Жовтневому мосту, Ювілейний міст часто називається просто «новий».